# Сухарев, Михаил Михайлович
Михаил Михайлович Сухарев (род. 1953) — советский пловец. Двукратный чемпион и шестикратный рекордсмен СССР на дистанциях комплексного плавания. Участник Олимпиады 1972 года. Мастер спорта СССР международного класса.

## Биография
Выступал под флагом общества «Трудовые резервы» (Астрахань). Подготовлен заслуженным тренером РСФСР Юрием Васильевичем Елисеевым.
Специализировался в комплексном плавании.
Чемпион СССР (1972) в комплексном плавании на 200 м и 400 м.
В 1970 году стал серебряным призёром чемпионата СССР в плавании 200 м комплексным плаванием. В 1971 году завоевал две серебряные медали на обеих дистанциях комплексного плавания. В 1973 году стал дважды бронзовым призёром чемпионата страны. В 1974 году был третьим на дистанции 200 м, а в 1975 году — на 400 м к/пл.
Шестикратный рекордсмен Советского Союза в комплексном плавании (1971—1972 годы).
Серебряный и бронзовый призёр Кубка Европы 1971 года на дистанции 200 м и 400 м комплексного плавания. Участник чемпионата Европы 1970 года в Барселоне, где был 4-м на 200 комплексным плаванием.
В 1972 году на Олимпийских играх в Мюнхене выступал на дистанциях 200 м и 400 м комплексного плавания. Занял 6-е и 9-е места соответственно.